# Roberto Pereira
Roberto Pereira   (Santo Domingo, 24 d'agost de 1949) fou un futbolista cubà de la dècada de 1970.
Fou internacional amb la selecció de Cuba.
Pel que fa a clubs, destacà a FC Azucareros entre 1970 i 1978 i FC Villa Clara.